# Viva Zapata!
Viva Zapata! és una pel·lícula estatunidenca dirigida per Elia Kazan, amb guió de l'escriptor John Steinbeck, protagonitzada per Marlon Brando i estrenada l'any 1952.	

## Argument
Emiliano Zapata forma part d'una delegació enviada per queixar-se de les injustícies contra el president corrupte Porfirio Díaz, però Díaz rebutja les seves preocupacions, impulsant Zapata a la rebel·lió oberta, juntament amb el seu germà Eufemio. S'uneix amb Pancho Villa sota el lideratge de l'ingenu reformador Francisco Madero.
Finalment, Díaz és derrocat i Madero ocupa el seu lloc, però Zapata està consternat al veure que res està canviant. Madero ofereix a Zapata terres pròpies sense prendre mesures per distribuir terres als camperols que van lluitari per acabar amb la dictadura i trencar les propietats de les elits. Zapata rebutja l'oferta i no busca cap benefici personal. Mentrestant, l'ineficaç però ben intencionat Madero diposita la seva confiança en el general traïdor Victoriano Huerta. Huerta primer pren a Madero captiu i després el fa assassinar.
A mesura que es fa evident que cada nou règim no és menys corrupte i egoista que el que va substituir, Zapata segueix guiat pel seu desig de retornar als camperols les terres recentment robades mentre abandona els seus interessos personals. El seu germà es presenta com un petit dictador, prenent el que vol sense tenir en compte la llei, però Zapata segueix sent un líder rebel d'alta integritat. Tot i que és capaç de derrotar a Huerta després de l'assassinat de Madero, com a conseqüència de la seva integritat Zapata perd el seu germà i la seva posició.
Malgrat que al final el mateix Zapata és dut a una emboscada i és assassinat, la pel·lícula fa pensar que la resistència dels camperols no s'acaba. Comencen els rumors que Zapata no va morir mai, sinó que segueix lluitant des dels turons, alimentant els camperols una sensació d'esperança. Com suggereixen diverses escenes, al llarg dels anys, els camperols han après a dirigir-se per si mateixos en lloc de buscar que algú els dirigeixi.

## Repartiment
- Marlon Brando: Emiliano Zapata
- Jean Peters: Josefa Zapata, la seva dona
- Anthony Quinn: Eufemio Zapata
- Joseph Wiseman: Fernando Aguirre
- Arnold Moss: Don Nacio
- Alan Reed: Pancho Villa
- Margo: Soldadera
- Harold Gordon: Francisco Indalecio Madero
- Lou Gilbert: Pablo
- Frank Silvera: Victoriano Huerta
- Florenz Ames: Señor Espejo
- Richard Garrick: General gran
- Fay Roope: Porfirio Díaz
- Mildred Dunnock: Señora Espejo